# Embajada de Estados Unidos en Venezuela
La Embajada de Estados Unidos en Venezuela (en inglés: Embassy of the United States in Caracas) es el edificio sede de la misión diplomática de Estados Unidos en Venezuela. Está localizado en el este del Área metropolitana de Caracas específicamente en el sector de Colinas de Valle Arriba en el Municipio Baruta uno de los cinco que conforman el Distrito Metropolitano de Caracas, y a su vez al noroeste del Estado Miranda entre las Calles F y Suapure. 
El edificio está cerrado durante algunos días feriados del año. No posee estacionamiento pero si una línea de taxis facilita su acceso. Cerca al complejo se encuentra el complejo deportivo Fray Luis de León, y el Centro FUTSALVEN La Guacamaya.

## Historia
El primer funcionario Encargado de negocios designado por el presidente Andrew Jackson, fue John G. A. Williamson quien presentó credenciales el 30 de junio de 1830 y terminó sus labores el 7 de agosto de 1840. El primer funcionario con el título de Embajador extraordinario y plenipotenciario fue Frank P. Corrigan entre 1939 y 1947.
El último embajador que pudo ejercer sus funciones fue Patrick Duddy nombrado por Barack Obama entre junio de 2009 y julio de 2010. Larry Leon Palmer el último embajador designado no consiguió la aprobación de sus credenciales. En la actualidad las relaciones entre Estados Unidos y Venezuela están en su punto más bajo, siendo inexistentes tras el reconocimiento de Donald Trump al Gobierno Interino de Venezuela encabezado por Juan Guaidó en el marco de la Crisis presidencial de Venezuela
El 23 de enero de 2019, Nicolás Maduro anunció el rompimiento unilateral de las relaciones diplomáticas con los Estados Unidos, dando 72 horas a los funcionarios diplomáticos estadounidenses para que hagan abandono del país. Esto ocurrió posteriormente al reconocimiento por parte de Donald Trump de Juan Guaidó como presidente interino, a partir de este día la Embajada en Caracas quedó totalmente cerrada, a resguardo de la Policía Nacional Bolivariana.
El 19 de noviembre de 2020 el presidente Trump nominó a James B. Story como nuevo embajador plenipotenciario de los Estados Unidos de América en Venezuela, dicha nominación posteriormente fue aprobada por el Congreso de los Estados Unidos Sin embargo el embajador Story no obtuvo sus credenciales por el Gobierno de Venezuela y actualmente despacha desde una Oficina Auxiliar para Venezuela en la Embajada de los Estados Unidos en Colombia.